# アレキ・ルツイ
アレキ・ルツイ（Aleki Lutui、1978年7月1日 - ）は、RFUチャンピオンシップアンプティルRUFCに所属するラグビー選手。

## プロフィール
- トンガ・トフォア（トンガ語 (ポリネシア)版）出身[1]。
- ポジションはフッカー(HO)。
- 身長 180cm、体重 108kg
- パシフィック・アイランダーズに選ばれたことがある[2]。
- トンガ代表キャップは38(2021年8月現在）でラグビーワールドカップ2007・ラグビーワールドカップ2011・ラグビーワールドカップ2015のトンガ代表に選ばれた[3]。

## 略歴
チーフス、ベイ・オブ・プレンティ、ウスター・ウォリアーズ、エディンバラ、グロスターを経て、2015年、アンプティルRUFCに加入。